# ماساتو تسوجیوکا
ماساتو تسوجیوکا (انگلیسی: Masato Tsujioka؛ زادهٔ ۳ سپتامبر ۱۹۷۹) کارگردان فیلم، تهیه‌کننده فیلم، و بازیگر اهل ژاپن است.